# 周宣王攻玁狁之戰
周宣王攻玁狁之戰發生於前823年，周宣王反攻玁狁入侵之戰。
玁狁也有人认为是此时居于太原一带的犬戎。
周宣王五年（前823年）三月，玁狁進攻西周，主力部隊集中於焦獲（今陝西省涇陽縣西北），前鋒部隊抵達涇陽（今陝西省涇陽縣境內），直接威脅到西周首都鎬京。六月，周宣王命尹吉甫率軍反攻，在陕西白水附近与玁狁交战。尹吉甫以元戎十乘為先頭部隊擊敗玁狁，繼而追擊至太原（今甘肅省平凉一帶）。周宣王又派南仲皇父率兵至朔方築城設防，暫時緩解了玁狁的威脅。
周宣王十二年，周宣王派虢季子白再次率軍攻打獫狁，在洛水之阳两军交战。虢季子白胜利后命其部下秦莊公继续在洛水追击獫狁首领御方。
周宣王三十一年（前797年），周宣王派軍隊攻打太原戎（即居于太原的犬戎），但是沒有成功。
《诗经》中〈六月〉歌颂尹吉甫北伐玁狁胜利，〈出车〉歌颂南仲伐玁狁胜利。